# 猪股速十
猪股 速十（いのまた はやと、8月8日 - ）は、日本の男性声優。東京都出身。81プロデュース所属。

## 人物
趣味・特技は、ゲーム、ラフティング、スポーツ、ラジオ制作。
2019年4月1日付で81プロデュースにジュニア所属。

## 出演

### テレビアニメ
2020年
- SHOW BY ROCK!! ましゅまいれっしゅ!!（観客）
- 22/7（観客）
- メジャーセカンド（二塁審、宮田、尾畑）

2022年
- ありふれた職業で世界最強 2nd season（魔人族兵士、魔人族、教会教徒、騎士）
- 乙女ゲー世界はモブに厳しい世界です（ガヤ）
- うたわれるもの 二人の白皇（エンナカムイ兵）

2024年
- 終末トレインどこへいく?（牛丼バイトリーダー）
- BEYBLADE X（高校生）
- しかのこのこのここしたんたん（男子生徒A）

2025年
- 前橋ウィッチーズ（実行委員）
- 紫雲寺家の子供たち（カップル男A）

### 劇場アニメ
- 映画 えんとつ町のプペル（2020年、えんとつ掃除屋）

### OVA
- ストライク・ザ・ブラッド IV（2020年、生徒）

### Webアニメ
- モンスターストライク エンド・オブ・ザ・ワールド（2019年、兵士）

### ゲーム
- 東京ドラゴンシティ（2017年、カエサル、ケイロン、ジョーカー、ガウェイン、那須与一、強盗）[2]
- クロスクロニクル/XrossChronicle（2017年、雷打、骸骨弓兵、黒戯、香炉鬼）[2]

### デジタルコミック
- 同級生と恋する方法（2020年、男子生徒[14]）

### オーディオブック
- 不戦無敵の影殺師（2020年、柏木子犬丸ほか[15]）
- 夏の終わりとリセット彼女（2021年、木脇ほか[16]）
- キモイマン（2023年、西原大地ほか）
- ボーパルバニー（2023年、来霧）
- 転生で得たスキルがFランクだったが、前世で助けた動物たちが神獣になって恩返しにきてくれた～もふもふハーレムで成り上がり～（2023年、魔公ほか）
- 獏-獣の夢と眠り姫-（2023年、呀苑クナハほか）
- オブザデッド・マニアックス（2024年、江戸川明広ほか）

### ナレーション
- 学研の図鑑LIVE（キャップ）

### イベント
- 第58回81LIVE SALON～声瞬〜81新ジュニア落語会（2019年）
- オンライン謎解きイベント　駒田航VOICE Re:CORD 〜失われた記憶（2020年、MC／新人研究員 ）

### 朗読劇
- 信長を殺した男（2020年、アンサンブル ）